# Горњи Мућ
Горњи Мућ је насељено место у саставу општине Мућ, Сплитско-далматинска жупанија, Република Хрватска.

## Историја
До територијалне реорганизације у Хрватској налазио се у саставу старе општине Солин.
Овде се налази Црква Светог Петра у Мућу Горњем.

## Становништво
На попису становништва 2011. године, Горњи Мућ је имао 530 становника.
| Број становника по пописима | Број становника по пописима | Број становника по пописима | Број становника по пописима | Број становника по пописима | Број становника по пописима | Број становника по пописима | Број становника по пописима | Број становника по пописима | Број становника по пописима | Број становника по пописима | Број становника по пописима | Број становника по пописима | Број становника по пописима | Број становника по пописима | Број становника по пописима |
| --------------------------- | --------------------------- | --------------------------- | --------------------------- | --------------------------- | --------------------------- | --------------------------- | --------------------------- | --------------------------- | --------------------------- | --------------------------- | --------------------------- | --------------------------- | --------------------------- | --------------------------- | --------------------------- |
| 1857                        | 1869                        | 1880                        | 1890                        | 1900                        | 1910                        | 1921                        | 1931                        | 1948                        | 1953                        | 1961                        | 1971                        | 1981                        | 1991                        | 2001                        | 2011                        |
| 355                         | 572                         | 614                         | 718                         | 759                         | 854                         | 832                         | 946                         | 841                         | 942                         | 885                         | 856                         | 697                         | 562                         | 522                         | 530                         |

### Попис1991.
На попису становништва 1991. године, насељено место Горњи Мућ је имало 562 становника, следећег националног састава:
| Попис 1991.‍  | Попис 1991.‍  | Попис 1991.‍ | Попис 1991.‍ | Попис 1991.‍ |
| ------------ | ------------ | ----------- | ----------- | ----------- |
|              |              |             |             |             |
| Хрвати       | Хрвати       |             | 560         | 99,64%      |
| неопредељени | неопредељени |             | 2           | 0,35%       |
| укупно: 562  |              |             |             |             |